# Gedragsstoornis
Een gedragsstoornis is in de kinder- en jeugdpsychiatrie een psychiatrisch ziektebeeld bij kinderen. Wanneer afwijkend gedrag gestuurd wordt vanuit de aanleg (erfelijkheid of aangeboren afwijking), spreekt men van een gedragsstoornis. Als de sociale omgeving de oorzaak is, spreekt men van een gedragsprobleem. Gedragsstoornissen maken deel uit van het bredere spectrum van de ontwikkelingsstoornissen. 
Vaak is sprake van een combinatie van stoornis en achterliggend sociaal probleem. Een strikte scheiding is moeilijk te maken. Probleemgedrag wordt meestal eerder door de omgeving dan door het kind zelf als hinderlijk ervaren. De omgeving is veelal de voornaamste hulpvrager.
De Diagnostic and Statistical Manual of Mental Disorders-IV-TR onderscheidt:
- aandachtstekort-stoornis met of zonder hyperactiviteit (ADHD) en
- normoverschrijdend, afwijkend gedrag (ODD en CD).

## Aandachtstekort-stoornis met hyperactiviteit (ADHD)
Wanneer een kind minstens zes maanden impulsief en hyperactief gedrag vertoont, spreekt men van een aandachtstekort-stoornis (ADHD).  
Wie deze diagnose krijgt of stelt moet weten dat er geen algemeen aanvaarde psychologische of neurofysiologische test is waarmee de diagnose ADHD eenduidig vast te stellen is.
Bij een aandachtstekort-stoornis heeft het kind te weinig aandacht voor de uitleg van taken en opdrachten door de leerkracht. Daarnaast heeft het veelal moeite met het uitvoeren van deze taken en opdrachten (gehoorzamen). Het afwerken van taken, of  het aandacht hebben voor details is ook verstoord. Vaak verliest het kind benodigdheden voor het uitvoeren van deze taken en tevens is er meestal sprake van een concentratieprobleem.

### Impulsiviteit
Een impulsief kind handelt en/of spreekt zonder eerst erover na te denken (nadenken over eventuele consequenties), verandert regelmatig plotseling van activiteit, vertoont zenuwachtig gedrag, gaat moeilijk georganiseerd te werk en het kind heeft doorgaans meer toezicht nodig. Ook heeft het kind moeite met het erkennen van zijn of haar fouten.

### Hyperactiviteit
Een hyperactief kind is in extreme mate impulsief en overmatig actief (beweeglijk, het kind klimt bijvoorbeeld in speeltoestellen en bomen of loopt voortdurend rond, het kind kan niet of nauwelijks stil zitten). Ook de slaap is onrustig (woelen en draaien).

### Comorbiditeit
ADHD kan zich op uiteenlopende wijzen manifesteren. Behalve de verschillende soorten ADHD (aandachtstekort-stoornis met of zonder hyperactiviteit) kan ADHD als bijkomende stoornis optreden naast leerstoornissen, pervasieve ontwikkelingsstoornissen (ASS, autisme), het syndroom van Gilles de la Tourette, angststoornissen en stemmingsstoornissen, een aanpassingsstoornis, een hechtingsstoornis van het ontremde type, een gehoorstoornis, dyslexie, symptomen van een organisch-cerebrale stoornis (epilepsie, chorea), een verstandelijke functiebeperking of als stoornis met onderdrukte ADHD-symptomen, terwijl alleen de symptomen van de comorbide stoornis tot uiting komen. ADHD is een erg complexe en moeilijk vast te stellen diagnose.
Bij ongeveer drie op de tien kinderen met ADHD blijven de symptomen bestaan op volwassen leeftijd. Het komt drie keer zo vaak voor bij jongens als bij meisjes.

### Hulpverlening
De discussie over medicatie en gedragstherapie lijkt in het voordeel van de eerste mogelijkheid uit te draaien. Om de juiste medicatie voor te kunnen schrijven (soort medicatie, juiste dosering), moet de behandelend arts elke cliënt individueel beoordelen.
Behandeling is altijd nodig. Personen met ADHD hebben een verhoogde kans in criminaliteit te vervallen, vooral als er sprake is van ADHD in combinatie met een antisociale gedragsstoornis. Ze ondervinden gemiddeld meer moeilijkheden met het leggen van contacten (vrienden maken en vriendschappen onderhouden) dan mensen zonder ADHD en ze vormen een risicogroep op het gebied van problematisch middelengebruik (verslavingen).

## Normoverschrijdend gedrag

### Oppositioneel-opstandig
Wanneer er sprake is van een zich herhalend en aanhoudend gedragspatroon dat niet in overeenstemming is met leeftijdgebonden gedragsnormen, of wanneer dat gedrag de basisrechten van anderen schaadt, spreken we van een gedragsstoornis met normoverschrijdend gedrag. We kunnen twee soorten onderscheiden, namelijk oppositioneel-opstandig gedrag en antisociaal gedrag. Deze twee aandoeningen worden ook wel agressieve of disruptieve gedragsstoornissen genoemd.
De DSM-IV-TR classificeert deze twee stoornissen op basis van de ernst van de aandoening (minder, net genoeg of meer verschijnselen) in combinatie met de hoedanigheid van de aangerichte schade (geringe, matige of aanmerkelijke schade) om zodoende de juiste diagnose (assessment) te kunnen stellen. Wanneer minstens een half jaar negativistisch, vijandig en openlijk ongehoorzaam gedrag is vastgesteld, stelt de DSM-IV-TR dat er sprake is van een oppositioneel-opstandige gedragsstoornis (ODD).

### Antisociaal gedrag
Bij een antisociale gedragsstoornis gaat het om een zich herhalend en aanhoudend gedragspatroon, waarbij de grondrechten van anderen geweld wordt aangedaan of belangrijke bij de leeftijd horende sociale normen en regels worden overtreden. 
Antisociaal gedrag bij kinderen en jongeren wordt opgedeeld in drie groepen met elk een mogelijke ontwikkeling naar minder en meer ernstig problematisch gedrag : conflicten met autoriteiten, openlijk antisociaal gedrag en heimelijk antisociaal gedrag.
Typische kenmerken van antisociaal gedrag zijn onder andere dat het kind pest, bedreigt of intimideert, regelmatig aanzet tot vechtpartijen, wapens gebruikt, steelt (zowel buiten als binnen het eigen gezin), wreed is (geweest) tegenover mensen en/of dieren, tot seksueel contact dwingt, liegt en/of beloftes verbreekt, 's nachts of overdag wegblijft ondanks verbod (vanaf 13e levensjaar), opzettelijk brand sticht, openbaar of privé-eigendom vernielt, regelmatig spijbelt (vanaf 13e jaar) en inbraken pleegt.
Bij het diagnosticeren wordt gekeken naar de mate van probleembesef, het bagatelliseren en ontkennen, de sociale vaardigheden (zich agressief uiten, fysiek-verbaal) en de omgang met leeftijdgenoten en opvoeders (empathie en schuldbesef).  
Het bestaand probleemgedrag kan ook ontstaan als een kortdurend experiment of voortkomen uit een andere stoornis. Uit onderzoek blijkt tevens dat de omgeving een belangrijke rol speelt (bij eenoudergezinnen, gezinnen in scheiding, uitzonderlijk grote gezinnen en bij gezinnen met zeer jonge moeders alsook bij kansarmen en in stadsbuurten komt de antisociale gedragsstoornis bijvoorbeeld opvallend vaker voor). Ouderlijke verwerping, zeer strenge autoritaire opvoeding, frequente veranderingen binnen het gezin of afwezigheid van ouderlijke figuren zijn andere mogelijke oorzakelijke omgevingsfactoren.

### Hulpverlening
Een gedragsstoornis kan ambulant, in dagcentra of residentieel behandeld worden.  De behandeling moet het kind of de jongere de mogelijkheid bieden nadien in de hele samenleving te kunnen functioneren. Een contextuele aanpak houdt in dat ook ouders (psycho-educatie & gedragstherapie) en de school (gedragstherapie) in de hulpverlening betrokken worden. Medicatie wordt hier beperkt of niet voorgeschreven.
Hulpverlening is nodig omdat er bij deze groep een verhoogde kans bestaat op depressie, problematisch middelengebruik en zelfdoding.